# Idí i Smotrí
Idí i Smotrí (en ruso: Иди и смотри, romanizado: Idí i smotrí; en bielorruso: Ідзі і глядзі, romanizado: Idzi i hlyadzi; titulada Masacre: ven y mira en España y Ven y mira en México y Argentina) es una película soviética dramática-bélica de 1985, dirigida por Elem Klímov y protagonizada por Alekséi Krávchenko y Olga Mirónova.
La película se rodó para celebrar el cuadragésimo aniversario de la victoria soviética sobre la Alemania nazi en la Segunda Guerra Mundial y fue producida por los estudios cinematográficos Mosfilm y Belarusfilm. Relata a través de un niño llamado Flyora Gaishun, progresivamente endurecido por el sufrimiento, la matanza sistemática de los habitantes de aldeas bielorrusas durante la Segunda Guerra Mundial. Este acontecimiento dará un vuelco decisivo a su vida: Flyora dejará de ser el niño que es y comenzará a comportarse como un verdadero hombre.
Tras su lanzamiento, la película recibió una recepción crítica generalmente positiva y fue galardonada con el premio FIPRESCI en el 14.º Festival Internacional de Cine de Moscú. Desde entonces, ha llegado a ser considerada una de las mejores películas de la historia.

## Origen del título
El título de la película se extrajo del capítulo 6 del libro del Apocalipsis, en donde se expresa:
Vi cuando el Cordero abrió uno de los sellos, y oí a uno de los cuatro seres vivientes decir como con voz de trueno: Ven y mira. Y miré, y he aquí un caballo blanco; y el que lo montaba tenía un arco; y le fue dada una corona, y salió venciendo para vencer.

## Sinopsis

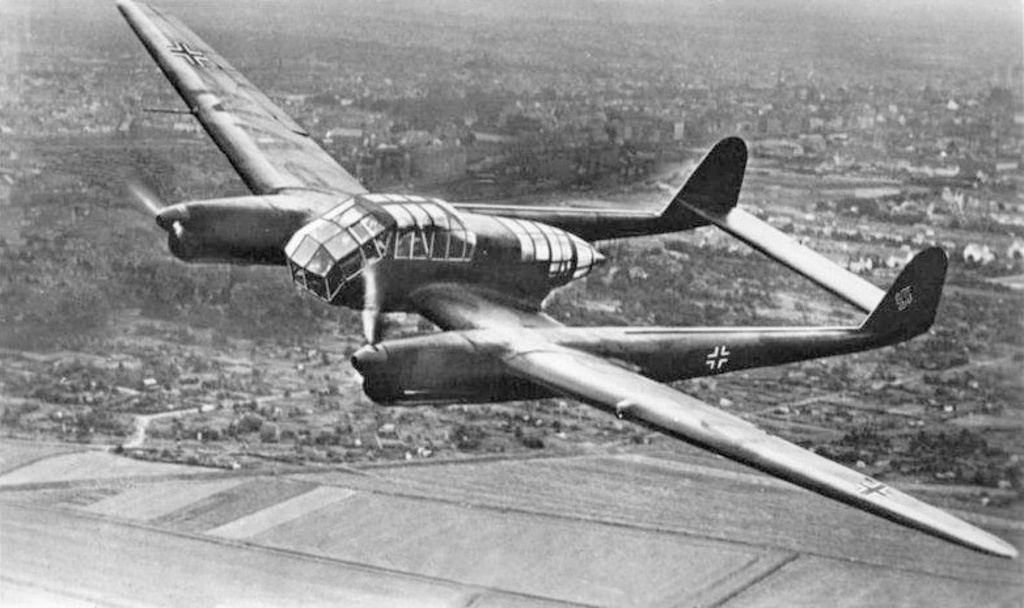
Un Focke-Wulf Fw 189, avión de reconocimiento de este modelo aparece repetidamente en escenas que vuelan sobre la cabeza de Flyora a lo largo de la película.

En 1943, durante la ocupación de Bielorrusia por la Alemania Nazi, un niño aldeano de 13 años llamado Flyora Gaishun busca desesperadamente un fusil en los campos de batalla para aportarlo a los partisanos soviéticos y que éstos lo acepten entre sus filas. Cuando lo logra debe pasar un terrible calvario: la pérdida de sus familiares, sus compañeros, el exterminio racial por parte de los alemanes y represalias. Flyora es testigo del aniquilamiento y masacre de todos los habitantes (hombres, ancianos, mujeres y niños) de la aldea Perejodi por parte de los Einsatzgruppen y sus colaboradores locales, pero logra sobrevivir y a pesar de su odio mortal hacía el enemigo invasor, demuestra que pese a ser un niño termina comportándose como un hombre.

## Reparto
| Actor                   | Personaje                                        | Notas                       |
| ----------------------- | ------------------------------------------------ | --------------------------- |
| Alekséi Krávchenko      | Flyora                                           |                             |
| Olga Mirónova           | Glasha                                           |                             |
| Liubomiras Lauciavicius | Kosach                                           |                             |
| Jüri Lumiste            | Oficial alemán                                   |                             |
| Yevgueni Tilichéiev     | Colaborador                                      |                             |
| Víktor Lorents          | Comandante alemán                                | Basado en Oskar Dirlewanger |
| Yevgueni Kryzhanovski   | Partisano con gafas                              |                             |
| Tatiana Shestakova      | Madre de Flyora                                  |                             |
| Anatoli Slivnikov       | Partisano disfrazado de soldado alemán           |                             |
| Aleksandra Rovénskij    | Mujer alemana en un coche                        |                             |
| Valentín Mishatkin      | Policía en el techo del granero durante la quema |                             |
| Ígor Gnevashev          | Judío                                            |                             |

## Antecedentes

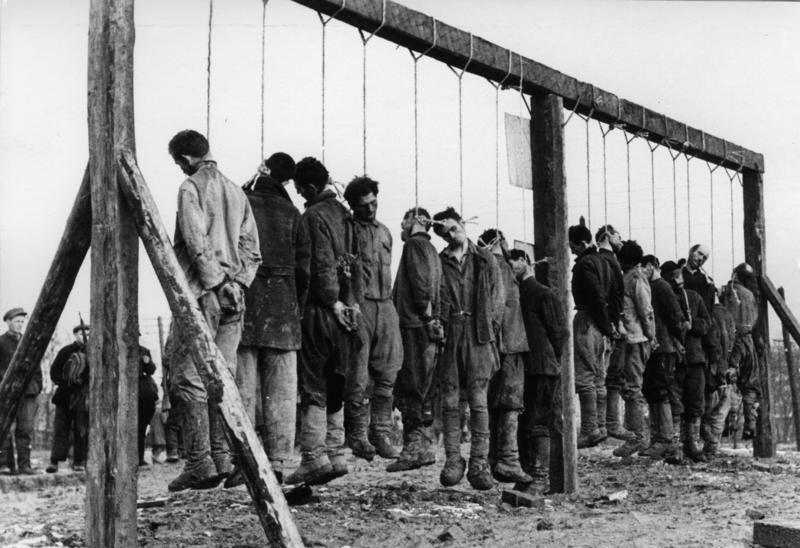
Partisanos bielorrusos ejecutados por los nazis en 1943

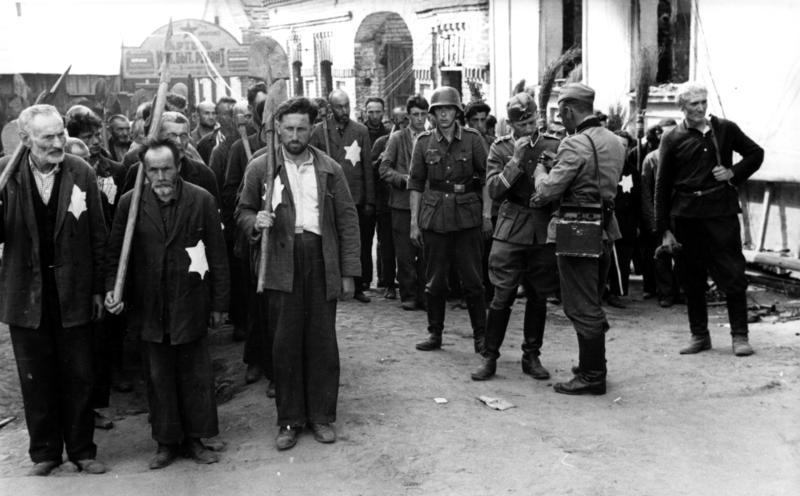
Judíos de Maguilov deportados a un campo, julio de 1941.

Cuando el 22 de junio de 1941 los alemanes lanzaron la operación «Barbarroja» e invadieron la Unión Soviética, en Bielorrusia se concentraban un gran número de fuerzas militares. No obstante, la Blitzkrieg —«guerra relámpago» en alemán— arrasó las defensas soviéticas. Además, un gran número de soldados y oficiales cayeron prisioneros. El Ejército Rojo perdió más de 300.000 efectivos entre muertos y prisioneros. Además también se perdieron cerca de 5.000 carros de combate y más de 1000 aviones. En aquellas jornadas imperó un clima de sorpresa, incredulidad y caos entre la población soviética. 
El 28 de junio, las unidades alemanas alcanzaron Minsk, si bien la resistencia soviética no sería totalmente sofocada hasta unos días después. Para el mes de agosto, las fuerzas alemanas ya se habían internado en el territorio perteneciente a la RSFS de Rusia, y la RSS de Bielorrusia pasó a constituir la retaguardia de sus ejércitos. Apenas sí existían carreteras en la región, pero su extensa red de ferrocarriles era crucial para las comunicaciones militares entre Alemania y la Rusia central.
Los nazis establecieron guetos para la población judía en varias ciudades, como Minsk, Vítebsk o Gómel. En Minsk se instaló un gueto adicional para acoger a judíos procedentes de Austria, Alemania y Checoslovaquia que los alemanes comenzaron a trasladar a las zonas recién conquistadas. Las condiciones de vida de las poblaciones allí recluidas eran pésimas. A pesar de ello, fueron empeorando conforme transcurrió el tiempo. Además, no muy lejos de la capital bielorrusa se instaló el Campo de exterminio de Maly Trostinéts. Desde muy pronto comenzó a ejercer como una auténtica «fábrica de muerte». Antes de que acabara el verano de 1941 los alemanes ya habían emprendido matanzas masivas contra miles de civiles soviéticos. Los judíos y la intelectualidad comunista estuvieron entre las primeras víctimas.
Casi toda la población judía de Bielorrusia que no fue evacuada terminó asesinada, siendo destacable que el territorio bielorruso albergaba población judía en un número proporcionalmente más alto que otras regiones de la Unión Soviética. Uno de los primeros levantamientos de un gueto judío contra los nazis ocurrió en 1942 en Bielorrusia, en la pequeña ciudad de Lajva. Durante la retirada los alemanes trataron de implementar una política de tierra quemada, en la medida de sus posibilidades. El campo de exterminio de Maly Trostinéts fue destruido y sus supervivientes fueron asesinados, con el objetivo de no dejar pruebas comprometedoras. Quizás por ello a día de hoy el campo es prácticamente desconocido para el público occidental, a diferencia de otros famosos como Auschwitz o Treblinka.
La ocupación alemana en Bielorrusia supuso la muerte de 2.219.316 de personas, así como la destrucción de 209 ciudades y 9.200 pueblos. Bielorrusia perdió a un 25% de su población previa a la invasión alemana, en 1941, y a buena parte de su élite intelectual. Hubo casos especiales como las ciudades de Minsk y Vítsebsk, que perdieron más de un 70% de sus edificios e infraestructuras urbanas. Minsk, que contaba con unos 300.000 habitantes en 1941, sufrió especialmente la ocupación. A mediados de 1944, tras la liberación del Ejército Rojo, apenas vivían en la capital de la Rusia blanca unas 50.000 personas.

## Producción
Klímov coescribió el guion junto a Alés Adamóvich, que luchó con los partisanos bielorrusos cuando era adolescente. Según los recuerdos del propio director, el trabajo en la película comenzó en 1977:

El 40 aniversario de la Gran Victoria se acercaba y la administración quería algo típico. Yo había estado leyendo y releyendo el libro Soy de la aldea quemada, que consistía en los relatos de primera mano de las personas que milagrosamente sobrevivieron a los horrores del genocidio fascista en Bielorrusia. Muchos de ellos todavía estaban vivos entonces y los bielorrusos lograron grabar algunos de sus recuerdos en una placa. Nunca olvidaré la cara y los ojos de un campesino y su recuerdo silencioso sobre cómo todo su pueblo había sido hacinado en una iglesia y cómo justo antes de que fueran a ser quemados, un oficial del Sonderkommando les ofreció: «Quien no tenga hijos se puede ir». Y él no pudo soportarlo; se fue y dejó atrás a su esposa y niños pequeños... O sobre cómo otro pueblo fue quemado: los adultos fueron conducidos a un granero, pero los niños se quedaron atrás. Y más tarde, los hombres borrachos fueron rodeados por perros pastores y dejaron que los perros destrozasen a los niños en pedazos.

Luego pensé: el mundo no sabe nada de Jatín. Sí que conocen Katin, sobre la masacre de los oficiales polacos que tuvo lugar allí. Pero ellos no saben nada de Bielorrusia, a pesar de que más de 600 aldeas fueron quemadas aquí.
Entonces me decidí a hacer una película sobre esta tragedia. Entendí perfectamente que la película iba a terminar de forma dura. Decidí que el papel central del muchacho de la aldea, Flyora, no sería interpretado por un actor profesional, que al sumergirse en un papel difícil podría haberse protegido a sí mismo psicológicamente con su acumulada experiencia actuando, su técnica y habilidad. Quería encontrar un chico sencillo de catorce años de edad. Tuvimos que prepararlo para las experiencias más difíciles, luego capturarlos en la película. Y al mismo tiempo, tuvimos que protegerlo de las tensiones de modo que él no acabase en un manicomio después de la filmación, y fue devuelto a su madre vivo y saludable. Afortunadamente, Lyosha Krávchenko interpretó a Flyora, más tarde se convirtió en un buen actor y todo transcurrió sin problemas.

Entendí que sería una película muy brutal y, probablemente, la gente no sería capaz de verla. Hablé de esto con el coautor del guion, el escritor Alés Adamóvich, pero él respondió: «Pues que no la vean. Esto es algo que debemos dejar como legado, como evidencia de la guerra y como un alegato en favor de la paz».
Elem Klímov, AIF.

El rodaje estuvo detenido durante mucho tiempo. El Comité Estatal de Cinematografía (Goskinó) no aceptaba el guion, pues lo consideraba una muestra de propaganda en favor de la "estética de la suciedad" y el "naturalismo". Finalmente, Klímov fue capaz de empezar a filmar en 1984 sin haberse comprometido a realizar ningún tipo de censura en absoluto. El único cambio que tuvo lugar fue en el nombre de la película en sí, que fue cambiado a Ven y mira en lugar del título original, Matar a Hitler (Elem Klímov también dice presente en el lanzamiento del DVD en el Reino Unido en 2006).
La película se rodó en orden cronológico en un período de nueve meses. Alekséi Krávchenko aseguró haber sido sometido a «la fatiga y hambre más debilitante. Me mantenía con una dieta muy severa y después de que acabó el rodaje, regresé a la escuela no sólo más delgado, sino con el pelo gris». La versión del DVD en el Reino Unido de 2006 revela que las armas de fuego en la película con frecuencia se cargaban con munición real en lugar de cartuchos de fogueo, para mayor realismo. Alekséi Krávchenko mencionó en varias entrevistas que a veces las balas pasaban sólo cuatro pulgadas (diez centímetros) por encima de su cabeza (como en la escena de la vaca).

## Música
La banda sonora original es rítmicamente música amorfa compuesta por Oleg Yánchenko. Solo en algunos momentos clave de la película se utiliza música, a veces mezclada con la música de Yánchenko —como el Danubio Azul de Johann Strauss II—. Al final, durante el montaje, se utilizó música de Richard Wagner, especialmente la Tannhäuser Overture y el Paseo de Die Walküre. La conclusión de la película utiliza la Lacrimosa del Réquiem de Mozart. La canción de marcha soviética "La guerra sagrada" también aparece en la película. Durante la escena en la que baila Glasha, la música de fondo fue extraída de la película de 1936 El circo, de Grigori Aleksándrov.

## Recepción
Ven y mira es ampliamente considerada como un éxito de crítica y aparece en muchas listas de las consideradas mejores películas de todos los tiempos. El agregador de críticas cinematográficas Rotten Tomatoes arroja datos de críticas favorables del 95% sobre una base de 21 reseñas, con un "Certificado Fresh" y una puntuación promedia ponderada de 8,1 sobre 10.
Según Klímov, la película fue tan impactante para el público que, en ocasiones, tuvieron que llamar a ambulancias para llevarse a los espectadores particularmente impresionables, tanto en la Unión Soviética como en el extranjero. Durante uno de los debates después de la película, un alemán de edad avanzada se levantó y dijo: "Yo fui soldado de la Wehrmacht; es más, un oficial de la Wehrmacht que viajó por toda Polonia y Bielorrusia, llegando finalmente a Ucrania. Reconozco que todo lo que se ha visto en esta película es la verdad y, lo más alarmante y vergonzoso para mí, es que esta película va a ser vista por mis hijos y por mis nietos".
Walter Goodman, escribiendo para The New York Times, afirmó que «la historia es desgarradora y la presentación es gráfica... un material de gran alcance, poderosamente prestado...», desestimó el final como «una dosis de inspiracionalismo instantáneo», pero admitió que «el talento [de Klímov] es incuestionable». Rita Kempley, del Washington Post, escribió que «al dirigir con una elocuencia enojada, [Klímov] aprovecha ese mundo inferior alucinatorio de sangre, barro y locura creciente que Francis Ford Coppola encuentra en Apocalypse Now. Y aunque él dibuja una actuación sorprendentemente viva de su ventaja adolescente sin experiencia, la destreza de Klímov es su poesía visual, muscular y animista, como su compatriota Andréi Konchalovski en su épica Siberiada». Marcos Le Fanu escribió en Sight and Sound (03/01/1987) que Ven y mira es una «película de guerra de gran alcance... El director ha realizado un excelente trabajo al formar a su actor central, Krávchenko». Daneet Steffens, de Entertainment Weekly (02/11/2001) escribió que «Klímov alterna los horrores de la guerra con imágenes sacadas de cuentos de hadas; juntos imbuyen la película con una calidad vehemente e inquietante que persiste mucho después de que aparezcan los créditos».

### Premios y nominaciones
Ven y mira fue seleccionada para competir en la categoría de Mejor Película de habla no inglesa en los Premios Oscar representando a la URSS, pero finalmente no fue nominada.
| Premio/Festival                         | Fecha                   | Categoría                         | Nominado                  | Resultado | Ref(s)       |
| --------------------------------------- | ----------------------- | --------------------------------- | ------------------------- | --------- | ------------ |
| Festival Internacional de Cine de Moscú | 12 de julio de 1985     | Golden Prize                      | Elem Klímov               | Ganador   |              |
| Festival Internacional de Cine de Moscú | 12 de julio de 1985     | FIPRESCI                          | Elem Klímov               | Ganador   | [ 10 ] [ 9 ] |
| Festival de Venecia                     | 9 de septiembre de 2017 | Mejor película clásica restaurada | Idí i smotrí (Ven y mira) | Ganador   |              |

## Restauración
El 1 de septiembre de 2017, en el 74.º Festival de Cine de Venecia, en la sección retrospectiva "Clásicos venecianos", tuvo lugar el estreno de la copia de "Ven y mira" restaurada por Mosfilm, producida por el director Karén Shajnazárov. El filme ganó el premio a la Mejor Película Restaurada.

## Análisis cinematográfico

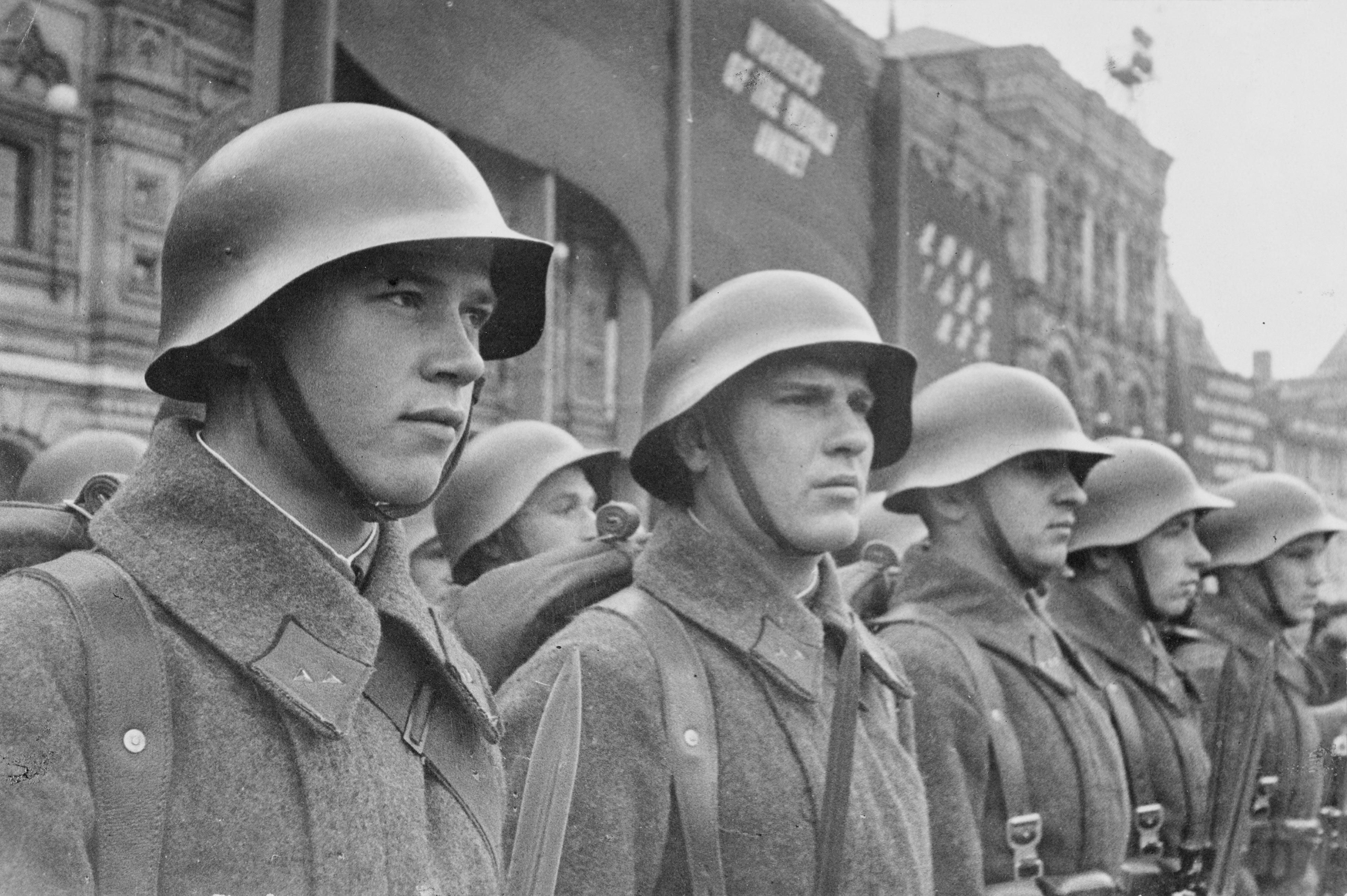
Soldados del Ejército Rojo en otoño de 1941.

«Ven y mira» es más un viaje a las tinieblas en su concepción de Joseph Conrad. El horror que clama el personaje al final de «Apocalipsis Now» (Apocalypse Now, 1979), la imagen de una visión demasiado ignominiosa como para ser mostrada, el trauma puro, eso mostraría la película de Elem Klímov. No se presta atención a la precisión histórica sino al impacto psicológico de la guerra en un individuo, como si fuera una herencia del debut de Andréi Tarkovski «La infancia de Iván» (Ivánovo detstvo,1962), en la que las capas de angustia psicológica que siente Iván, de 12 años, se transmiten al espectador que es capaz de compartir el vacío con él.
La película se realizó en la Unión Soviética para conmemorar la victoria del Ejército Rojo sobre la Alemania nazi en la Segunda Guerra Mundial, pero «Ven y mira» no tiene una gota de propaganda triunfalista. Desde el punto de vista de los civiles y su posición de indefensión, los nazis no aparecen como enemigos que se pueden vencer, sino una presencia inevitable, una fuerza monstruosa e inhumana, como los percibían las víctimas, marcando una diferencia con la mayoría de filmes sobre el Holocausto en la localización en el frente, en la propia llegada.
La conciencia subjetiva de Flyora, que a sus 14 años trata de unirse a un grupo de partisanos locales conociendo a Glasha, una chica de su edad, que está enamorada del líder de los rebeldes. El niño queda parcialmente sordo por los bombardeos, se separa de Glasha y se encuentra en una aldea donde llegan los nazis manejando a la población serenamente para que se reúna en la plaza del pueblo, aunque Florya sabe que no es para identificarlos puesto que su pueblo ya ha sido arrasado.
Esta parte de la película está basada en la Masacre de Jatín, un penoso episodio algo olvidado en el que toda una aldea entera fue asesinada y, según los créditos de la película, hasta 628 aldeas fueron destruidas de manera similar, incendiados con sus habitantes dentro, durante la invasión alemana de Bielorrusia, alrededor de 1943. Aunque el film de Elem Klímov no es la recreación literal de este horrible evento histórico en particular sino que le da un uso de excusa para exponer la sinrazón frustrante de la guerra.

### Personaje de Flyora
A través del personaje de Flyora se construye la evolución subtextual del filme, que expone la inevitable pérdida de la inocencia mediante la exposición de la infancia al horror de la guerra. A medida que van sucediendo los distintos ataques nazis, el protagonista está a punto de morir bombardeado en el bosque, descubre que su madre y sus hermanas han sido ejecutadas, lleva a cabo una misión para tratar de alimentar a un grupo de aldeanos refugiados en una isla —una misión que fracasa: en ella muere hasta la vaca que habían robado—, y finalmente es sometido a la humillación y el terror nazis en el horripilantemente largo clímax del filme, donde estos toman un pueblo y juegan con sus habitantes, sometiéndolos a vejaciones, sufrimiento y asesinatos en masa, en un despliegue de crueldad difícil de describir. 
Las marcas de la evolución emocional y psicológica del protagonista se reflejan en su cara, a través del uso de un antirrealista maquillaje que transforma y desfigura su rostro.